# Station Bergsgrav
Station Bergsgrav (Noors:Bergsgrav holdeplass) is een halte in Bergsgrav in de gemeente Verdal in fylke Trøndelag in  Noorwegen. De halte dateert uit 1938. Bergsgrav wordt bediend door lijn 26, de stoptrein tussen Steinkjer en Trondheim.